# Silo (missilistica)

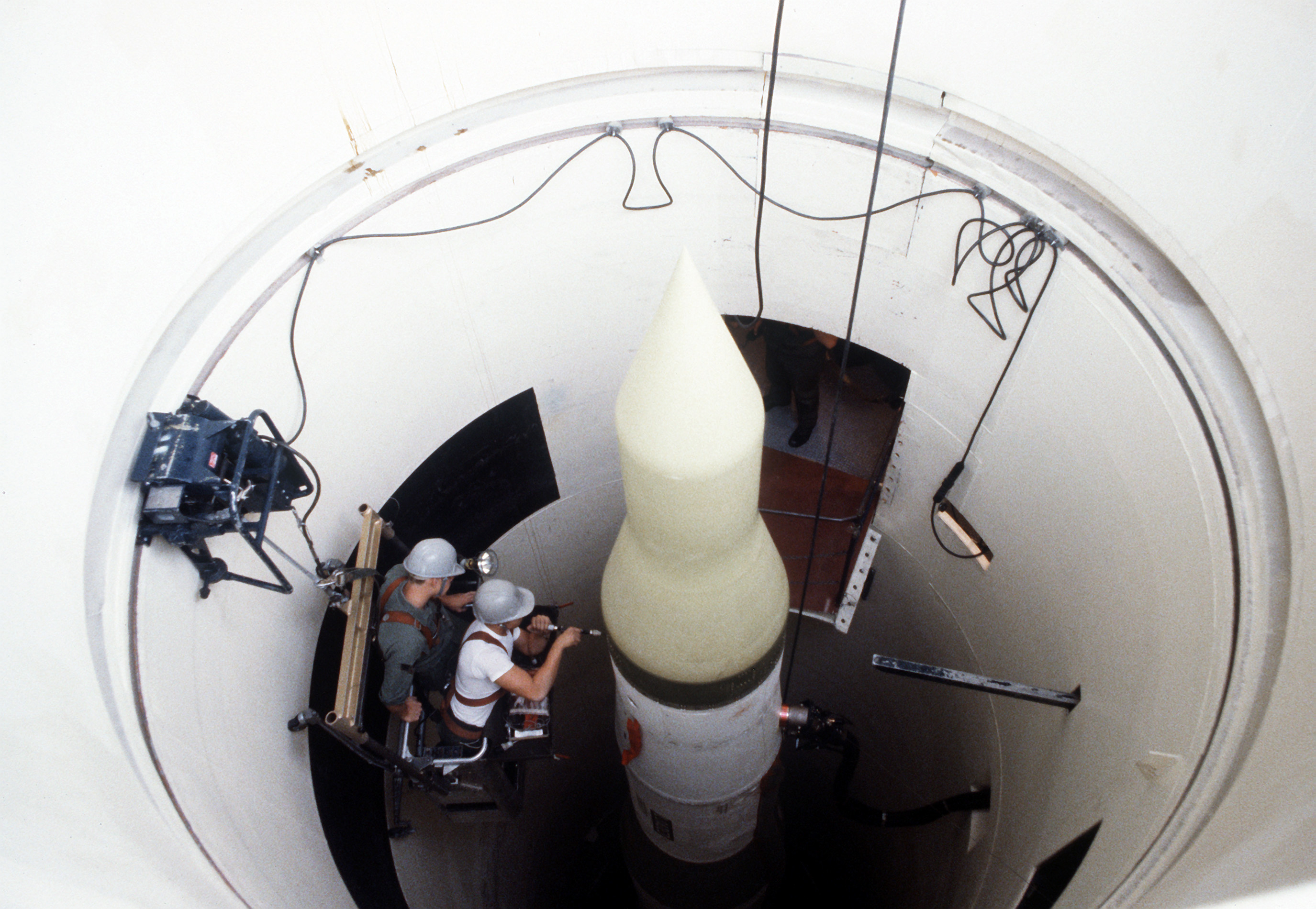
Un missile balistico Minuteman-II in un silo

In ambito militare, un silo è una struttura sotterranea progettata per ospitare e lanciare missili balistici (ICBM) contro il nemico in caso di attacco.
Le strutture per il lancio sono installate sotto terra, schermate dalle possibili radiazioni, a volte sospese su delle molle (onde ridurre l'effetto delle vibrazioni causate dalla detonazione in superficie di armi anche atomiche), per permettere la sopravvivenza in caso di attacco preventivo, e fornire la capacità di una risposta al nemico.

## Storia

### La Coupole

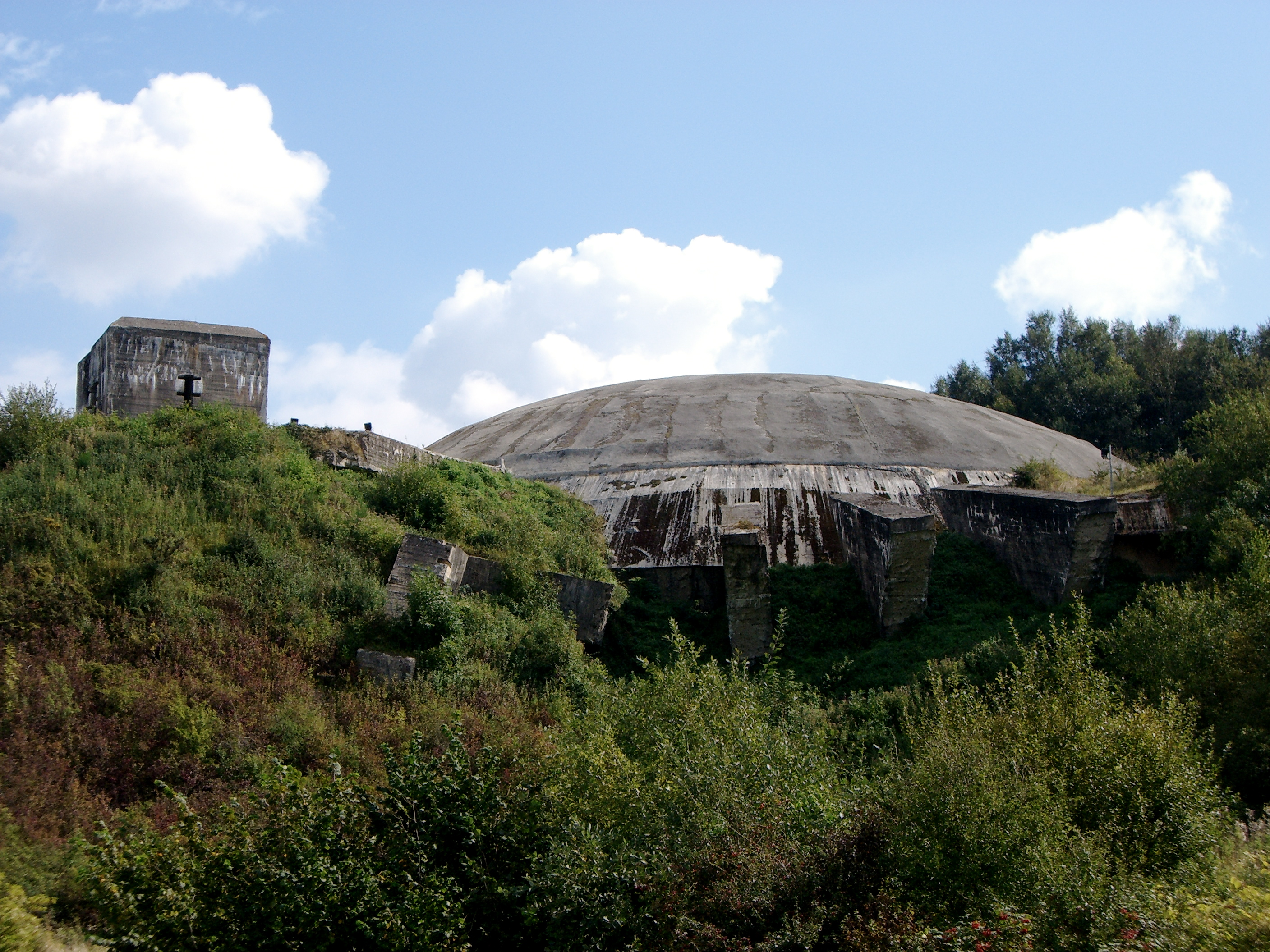
Vista esterna del complesso de La Coupole

Fino agli anni sessanta i missili balistici (ICBM) venivano lanciati da basi in superficie, nel URSS invece essi venivano lanciati attraverso siti di lancio interrati, in alcuni casi da siti adibiti ad uso civile come il Gagarin's Start o il Baikonur Cosmodrome Site 31.
Il precursore dell'odierno silo di lancio è l'impianto denominato La Coupole vicino a Saint-Omer in Francia. Fu costruito tra il 1943 e il 1944 dalla Germania nazista allo scopo di lanciare i missili V-2 contro le città della Gran Bretagna; la struttura era caratterizzata da una cupola di 71 m di diametro in modo da poter contenere una grande quantità di razzi, combustibile e cariche esplosive. 
Un impianto analogo ma meno capiente, denominato Blockhaus d'Éperlecques, fu realizzato a 15 km dalla cupola.

### Stati Uniti d'America
Il successo del progetto tedesco spinse gli USA ad adottare questa strategia. Gran parte dei silos americani si trovano in Colorado, Arizona, Nebraska, Dakota del Nord, Dakota del Sud, Montana, Wyoming stati caratterizzati da una bassa popolazione.

#### Missili Atlas
I missili Atlas usavano 4 diversi tipi di lancio e stoccaggio:
- La prima versione era stoccata sottoterra verticalmente presso la Vandenberg Air Force Base
- La quarta versione era stoccata sottoterra verticalmente. Il missile veniva rifornito all'interno del silo e in seguito veniva alzato al livello della superficie per il lancio. Anche il missile HGM-25A Titan I usava questo sistema di lancio.